# Gösta Svensson
Gösta "Svängsta" Svensson, född 21 november 1929 i Karlshamn, död 14 oktober 2018 i Stockholm, var en svensk höjdhoppare.
Han tävlade för Svängsta IF och Bromma IF. Han blev Stor grabb nummer 168 i friidrott år 1953.

## Idrottskarriär
Den 22 maj 1952 förbättrade Svensson Gunnar Lindecrantz' svenska rekord i höjdhopp från 1946 (2,01 meter), genom att i Göteborg hoppa 2,02 meter. Rekordet skulle han få behålla till 1954 då Bengt Nilsson slog det. Svenssons rekord var det sista svenska i höjdhopp med saxstil.
Senare samma år deltog han vid de Olympiska spelen 1952 i Helsingfors, där han kom fyra med 1,98 meter.